# Mitsubishi G1M
Mitsubishi G1M là một loại máy bay ném bom cường kích 2 động cơ tầm xa, do hãng Mitsubishi chế tạo cho Hải quân Đế quốc Nhật Bản trong thập niên 1930.

## Tính năng kỹ chiến thuật
Dữ liệu lấy từ Japanese Aircraft, 1910–1941
Đặc tính tổng quan
- Kíp lái: 5
- Chiều dài: 15,83 m (51 ft 11 in)
- Sải cánh: 25 m (82 ft 0 in)
- Chiều cao: 4,53 m (14 ft 10 in)
- Diện tích cánh: 75 m2 (810 foot vuông)
- Trọng lượng rỗng: 4.775 kg (10.527 lb)
- Trọng lượng có tải: 7.003 kg (15.439 lb)
- Động cơ: 2 × Type 91 , 480 kW (650 hp)  mỗi chiếc

Hiệu suất bay
- Vận tốc cực đại: 266 km/h; 143 kn (165 mph)
- Tầm bay: 4.408 km; 2.380 nmi (2.739 mi)
- Trần bay: 4.600 m (15.092 ft)
- Thời gian lên độ cao: 16 phút 54 s lên độ cao 3.000 m (9.800 ft)

Vũ khí trang bị

- Súng: 2× súng máy 7,7 mm